# Ernest Solvay

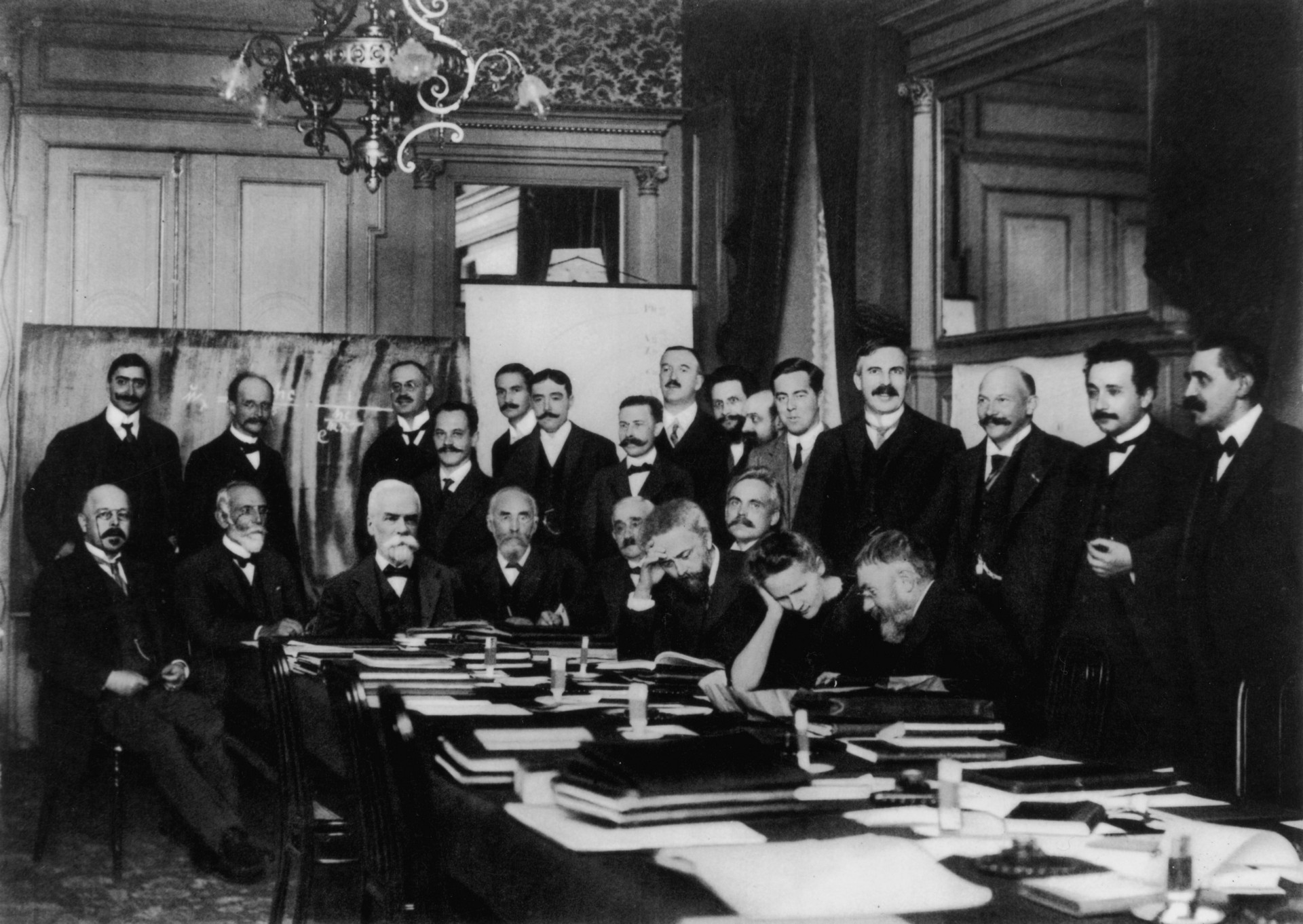
Pierwszy Kongres Solvaya w 1911 roku.
1. Nernst, 2. Goldschmidt, 3. Planck, 4. Brillouin, 5. Rubens, 6. Solvay, 7. Sommerfeld, 8. Lorentz, 9. Lindemann, 10. M. de Broglie, 11. Knudsen, 12. Warburg, 13. Perrin, 14. Hasenöhrl, 15. Hostelet, 16. Herzen, 17. Jeans, 18. Wien, 19. Rutherford, 20. Skłodowska-Curie, 21. Poincaré, 22. Onnes, 23. Einstein, 24. Langevin

Ernest Solvay (ur. 16 kwietnia 1838 w Rebecq, zm. 26 maja 1922 w Ixelles) – belgijski chemik, przemysłowiec i filantrop, założyciel koncernu Solvay i Międzynarodowego Instytutu Fizyki.
Wraz z bratem opracował metodę otrzymywania sody (tzw. metoda Solvaya). Eksperymenty nad tą metodą trwały od roku 1861 do końca XIX wieku. W 1863 roku założyli wspólnie firmę Solvay & Cie, której działalność w latach 70. XIX wieku zaczęła się rozwijać na cały świat. Zakładano fabryki w Belgii, Francji, Anglii, w Niemczech, Rosji i USA. W Polsce w 1906 roku uruchomiono fabrykę sody metodą Solvaya pod Krakowem. Był pierwszym człowiekiem, który użył elektrolizy w celach przemysłowych.
W 1908 wkroczył na rynek polski otwierając Zakłady „Solvay”.
W 1911 w Brukseli zorganizował i sfinansował kongres, na którym zaproszono 21 najwybitniejszych uczonych. Oficjalny tytuł kongresu brzmiał: Teoria promieniowania i kwanty. Do 2005 roku odbyły się 23 kongresy Solvaya.